# Целінув (Равський повіт)
Целінув (пол. Celinów) — село в Польщі, у гміні Садковиці Равського повіту Лодзинського воєводства.
Населення — 82 особи (2011).
У 1975-1998 роках село належало до Скерневицького воєводства.

## Демографія
Демографічна структура станом на 31 березня 2011 року:
|          | Загалом | Допрацездатний вік | Працездатний вік | Постпрацездатний вік |
| -------- | ------- | ------------------ | ---------------- | -------------------- |
| Чоловіки | 46      | 11                 | 28               | 7                    |
| Жінки    | 36      | 5                  | 17               | 14                   |
| Разом    | 82      | 16                 | 45               | 21                   |